# Wannabe
Wannabe este single-ul de debut al formației britanice Spice Girls aflat pe albumul Spice.